# 공공보건의료
공공보건의료는 공적재정으로 공급되는 의료이다.

## 개요
WHO에서는 공공의료에 관하여 "공적 재정으로 공급되는 의료"로 정의하고 있다. 영국의 NHS도 공적재정으로 조달되는 의료로 표현하고 있다. 공공의료는 건강보험, 의료급여, 산재 보험에서 제공하는 의료가 된다. 한국은 2000년에 <공공보건의료에 관한 법률>을 제정하면서  "공공보건의료"를 공공보건의료기관이 제공하는 의료로 정의한다. 민간병원이 거의 90%를 차지하는 대한민국에서 공공병원이 생산하는 의료만 공공의료로 간주되게 된다. 2012년 법률 개정을 통하여 "공공보건의료"의 정의가 "국가, 지방자치단체 및 보건의료기관이 지역ㆍ계층ㆍ분야에 관계없이 국민의 보편적인 의료 이용을 보장하고 건강을 보호ㆍ증진하는 모든 활동"로 바뀐다. 2012년도 법률 개정안의 취지를 보면 공공보건의료 생산자에 민간의료기관도 포함함으로써 공공보건의료체계를 개선시키는 것을 목적으로 했음을 알 수 있다. 따라서 모든 의료기관은 기본적으로 공공의료의 수행 주체가 된다.